# Фрид, Григорий Самуилович
Григорий Самуилович Фрид (9 (22) сентября 1915, Петроград — 22 сентября 2012, Москва) — советский и российский композитор. Заслуженный деятель искусств РСФСР (1986).

## Биография
Родился 9 (22) сентября 1915 года в Петрограде в семье музыкантов, жившей на Большом проспекте Васильевского острова, дом 36. Его отец Самуил Борисович Фрид (1884—1962), уроженец Прилук, окончил Киевское музыкальное училище по классу скрипки, музыкальный журналист и писатель, в 1922—1923 годах был главным редактором московского журнала «Театр и музыка» (который он основал). Мать Раиса Григорьевна Зискинд (1882—1946) — пианистка, выпускница Петербургской консерватории (1912). В 1927 году отца арестовали, он был осуждён по статье 58-10 и провёл 3 года на Соловках, затем 3 года ссылки в Сибирь. После его ареста семья переехала в Орёл (где жил брат матери), позже по месту ссылки отца в Иркутск.
Ученик композитора и музыкального педагога Г. И. Литинского.
В 1936—1939 годах преподавал музыкально-теоретические предметы в Национальной студии при Московской государственной консерватории.
В 1939 году окончил Московскую государственную консерваторию по классу композиции В. Я. Шебалина.
С 1939 по 1945 год служил в Красной Армии. Участник Великой Отечественной войны. Член КПСС с 1944 года. Младший брат Павел (1923—1942) погиб на фронте.
В 1948 году окончил аспирантуру (научный руководитель — В. Я. Шебалин). В 1947—1961 годах преподавал композицию в Музыкальном училище при Московской государственной консерватории.
В 1965 году организовал и возглавил Московский молодёжный музыкальный клуб (МММК) при Всесоюзном доме композиторов (Москва), руководил им на протяжении 47 лет, до 2012 года. В 1975 году в МММК прошла премьера «Реквиема» Шнитке.
Автор моноопер, симфонических произведений, вокально-инструментальных концертов, романсов, музыки для детей, музыки к драматическим спектаклям, радиопостановкам и кинофильмам.
В середине 1960-х годов увлёкся живописью. Автор более 40 картин — портретов, пейзажей, натюрмортов.
В 1986 году присуждено звание заслуженный деятель искусств РСФСР.
Автор книги мемуаров «Дорогой раненой памяти» (М.: Благотворительный фонд «Просвещение», 1994. — 372 с.).
Умер 22 сентября 2012 года в Москве в день своего 97-летия. Похоронен на Донском кладбище.

## Семья
- Дед — Гирш Файбишевич (Григорий Павлович) Зискинд[6], сын курского купца первой гильдии, был владельцем фотоателье «Венская фотография» в доме Могилевцева на Московской улице в Брянске (1881—1917) и его филиала в доме Бортникова на Карачевской улице в Бежице (1899—1916)[7], которыми после его смерти владела его вдова Сара Мордуховна (София Матвеевна) Зискинд. Их сын А. Г. Зискинд (дядя Г. С. Фрида) также владел фотоателье в Орле. Родной брат деда Лейб Файбишевич Зискинд (1846—1911) был купцом первой гильдии в Курске, занимался зерноторговлей.
- Первая жена — Екатерина Михайловна Фрид, физиолог высшей нервной деятельности[8].
  - Сын — Павел (1948—1978), математик.
  - Дочь — Мария (род. 1957), физиолог, автор научных трудов[9].
- Вторая жена — Алла Митрофановна Исполатовская (род. 1936), музыковед[10].

## Произведения
- монооперы: «Дневник Анны Франк» (1969), «Письма Ван-Гога» (1975)
- 4 симфонии (1939, 1950, 1955, 1964)
- 4 концерта: для скрипки с оркестром (1955), для альта с оркестром (1967), для симфонического оркестра (1968), для тромбона с оркестром (1968)
- 9 сонат: 2 сонаты для виолончели и фортепиано (1951, 1957), 3 сонаты для кларнета и фортепиано (1966, 1971), для альта и фортепиано (1971), для гобоя и фортепиано (1971), 2 сонаты для фортепиано (1973, 1974), для трёх кларнетов (1974)
- 5 струнных квартетов (1936, 1947, 1949, 1958, 1977)
- 6 пьес для струнного квартета (1972)
- вокально-симфонические циклы «Прогулка по Москве» для сопрано, баса и симфонического оркестра (1953) и «Федерико Гарсиа Лорка — Поэзия» для сопрано, тенора, фортепиано, кларнета, виолончели и ударных (1973)
- романсы для голоса и фортепиано на стихи А. С. Пушкина (1949) и сонеты Шекспира (1959)
- другие инструментальные и вокально-инструментальные произведения

### Фильмография
- 1955 — Дым в лесу (короткометражный)
- 1958 — Арена дружбы
- 1965 — Странчки календаря (короткометражный)
- 1972 — Правда — хорошо, а счастье — лучше (фильм-спектакль)
- 1975 — Лес (фильм-спектакль)
- 1976 — Тимур и его команда
- 1978 — Васса Железнова (фильм-спектакль)
- 1978 — Маршал революции
- 1980 — Крик гагары
- 1980 — Незнакомец (фильм-спектакль)
- 1981 — Ленин в Париже
- 1983 — Вознаграждение — 1000 франков (фильм-спектакль)
- 1984 — Берег его жизни
- 1984 — Лучшие годы
- 1985 — Незрелая малина (фильм-спектакль)

## Произведения, посвящённые Г. С. Фриду
- Ф. В. Строганов. «Сюита памяти Григория Фрида» для клезмерского кларнета, скрипки, виолончели и фортепиано